# 加尔贝克
加尔贝克（法語：Guarbecque，法語發音：[ɡaʁbɛk]）是法国上法蘭西大區加来海峡省的一个市镇，属于贝蒂讷区。

## 地理
加尔贝克（50°36'39"N, 2°29'22"E）面积5.46 平方千米，位于法国上法蘭西大區加来海峡省，该省份为法国北部沿海省份，西北濒北海，南至索姆省，东临北部省。
与加尔贝克接壤的市镇（或旧市镇、城区）包括：圣韦南、伊斯贝格、比讷、阿图瓦地区阿姆。
加尔贝克的时区为UTC+01:00、UTC+02:00（夏令时）。

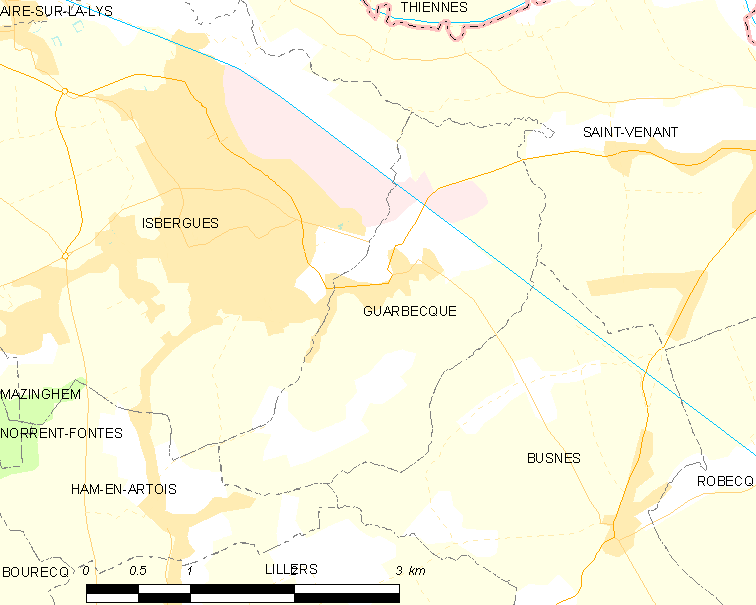
加尔贝克的OSM定位图

## 行政
加尔贝克的邮政编码为62330，INSEE市镇编码为62391。

## 政治
加尔贝克所属的省级选区为利斯河畔艾尔县。

## 人口

1962-2008年间加尔贝克人口变化图示

加尔贝克于2022年1月1日时的人口数量为1375人。